# Sophie von Magnis
Sophie von Magnis (ur. 1854 w Bożkowie, zm. 1938 w Ścinawce Dolnej) – hrabianka, fundatorka szpitala w Ścinawce Dolnej.

## Życiorys
Urodziła się w 1854 w Bożkowie jako córka hrabiego Philippa von Magnisa oraz jego żony Octavii von Leutrum-Ertingen. Najważniejszym jej dziełem było ufundowanie wraz ze starszą siostrą Anną w latach 1886–1887 szpitala pod wezwaniem świętego Józefa. Opiekę na chorymi powierzono siostrom franciszkankom szpitalnym z Domu św. Maurycego z Münster. Po śmierci Anny w 1901 roku doglądała spraw szpitala oraz sierocińca  pw. św. Anioła Stróża, wybudowanego w pobliżu lecznicy, w którym pracowały siostry jadwiżanki z Wrocławia. Zmarła w 1938 roku w Ścinawce Dolnej.

## Bibliografia

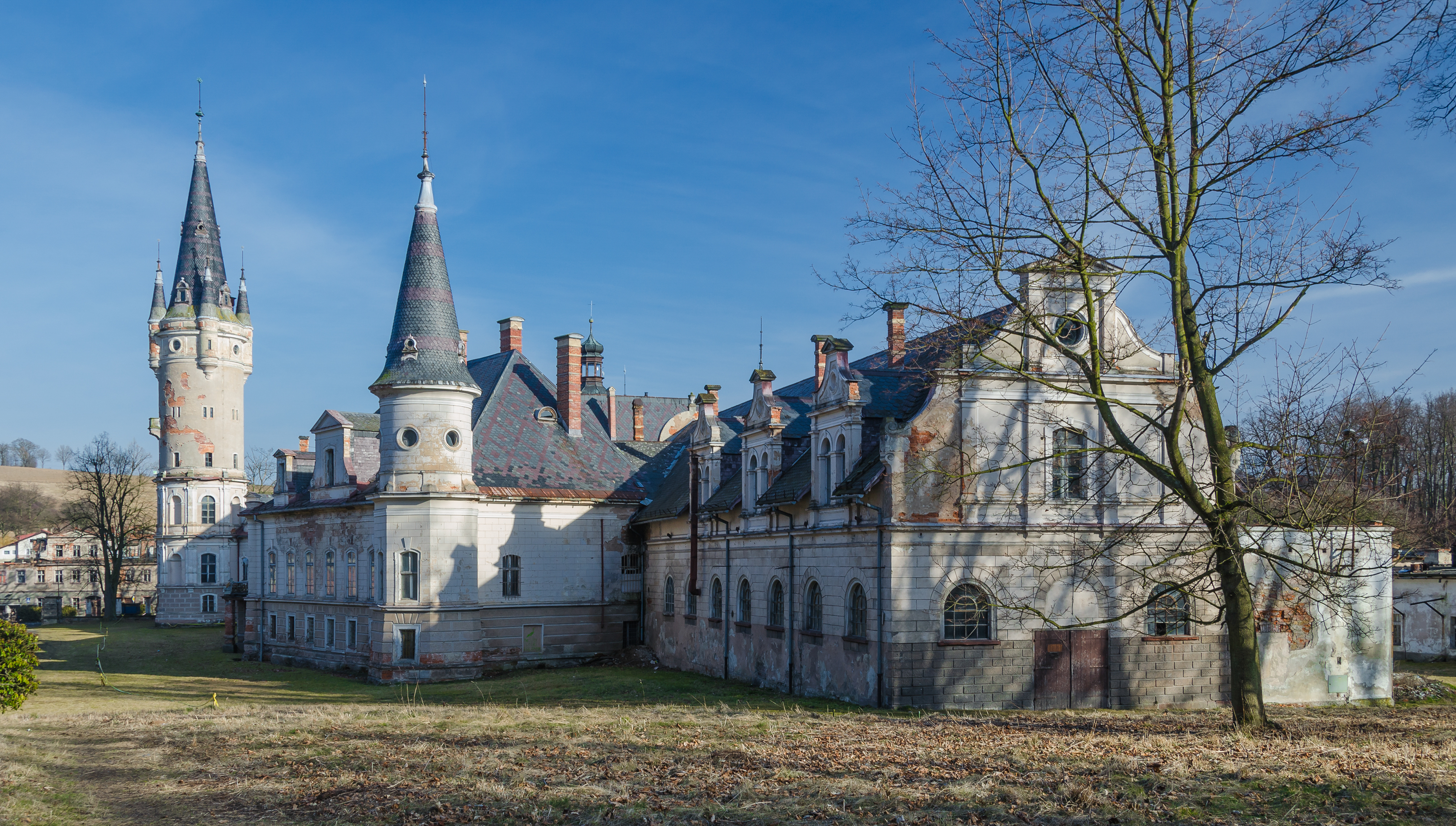
Pałac w Bożkowie – główna siedziba rodu Magnisów
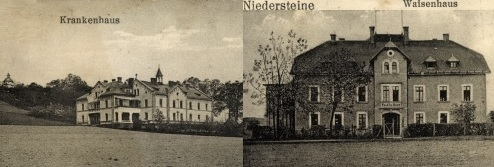
Szpital i sierociniec na stoku Sobkowej Góry
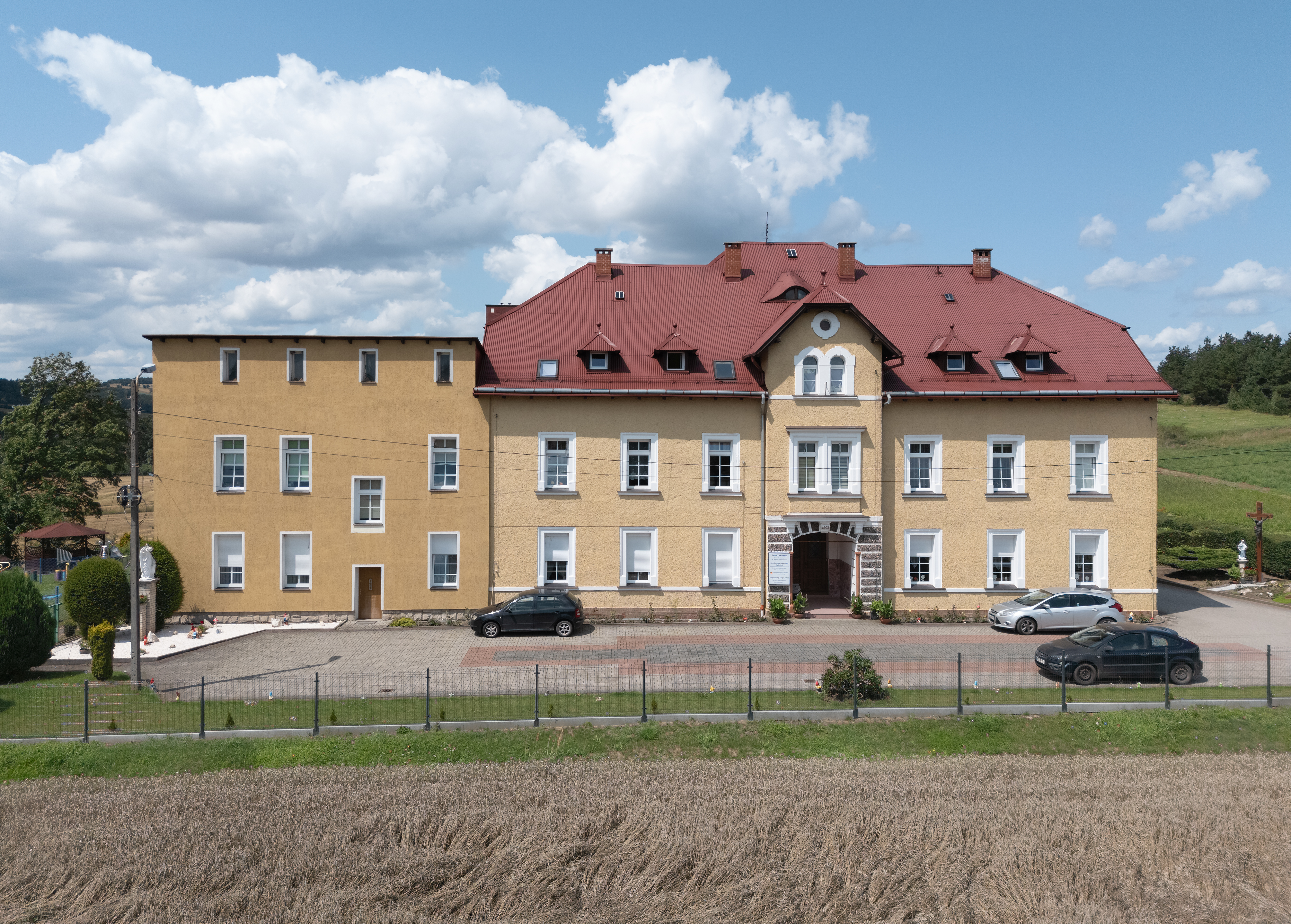
Dawny szpital, DPS dla przewlekle psychicznie chorych w Ścinawce Dln.